# Aetós (Flórina)
Aetós, en grec moderne : Αετός, est un village et un ancien dème du district régional de Flórina, en Macédoine-Occidentale, Grèce. Depuis 2010, il est fusionné au sein du dème d'Amýnteo.
Selon le recensement de 2011, la population du dème s'élève à 2 952 habitants tandis que celle du village compte 759 habitants.